# 莫列特-德佩拉拉达
莫列特德佩拉拉达，是西班牙加泰罗尼亚赫罗纳省的一个市镇。总面积6平方公里，总人口183人（2001年），人口密度31人/平方公里。